# Alloxantha albopubens
Alloxantha albopubens là một loài bọ cánh cứng trong họ Oedemeridae. Loài này được Švihla miêu tả khoa học năm 1987.